# 한주 (기업)
한주는 대한민국의 발전 기업으로 울산석유화학공업단지 내 입주업체에 전기ㆍ증기ㆍ공업용수를 공급하는 기업이다.

## 역사
- 1969년 - (주)석유화학지원공단 설립
- 1972년 - 시설 준공
- 1979년 - 울산석유화학단지 유틸리티 생산시 발생하는 증기를 이용해 정제소금 공장 준공
- 1987년 - 울산석유화학지원(주) 설립
- 1991년 - 열병합발전소를 준공
- 1998년 - 열병합 발전소 3단계를 준공
- 2002년 - (주)세안통상의 울산제염 공장을 인수
- 2002년 - 현재의 사명변경하여 민영화되었다.

## 주요 거래처

### 유틸리티
- 대한유화
- 금호석유화학
- SK지오센트릭
- 태광산업
- 롯데케미칼
- 한화솔루션
- 한화임팩트
- 한국알콜산업
- 롯데이네오스화학
- 용산화학
- 동서석유화학
- 애경케미칼
- 이수화학
- 코오롱인더스트리
- 한국이네오스스티롤루션
- HDC현대EP
- SKC에보닉페록사이드코리아
- 한국바스프

### 소금
- CJ제일제당
- 기업
- 농심
- 오뚜기
- 삼양식품
- 팔도
- hy
- 삼양사
- 사조대림
- 대한제당
- 롯데웰푸드
- 몽고식품
- 농협목우촌
- 면사랑
- 매일유업
- 비텍
- 빙그레
- 사조산업
- SPC삼립
- 삼화식품
- 신송식품
- 샘표식품
- 영화식품
- 농심켈로그
- 이킴
- 풀무원
- LG생활건강
- R&GF
- 동방푸드마스터
- 동원F&B
- 원일식품
- 엠에스씨
- 진미식품
- 오리온
- 대선제분
- 아워홈
- 알가집
- 한성기업

## 같이 보기
- 롯데케미칼
- 카프로